# Seishi Kikuchi
Seishi Kikuchi (菊池 正士, Kikuchi Seishi, 25 août 1902 – 2 novembre 1974) est un physicien japonais spécialisé dans la physique nucléaire. Il est notamment connu pour son explication d'une figure de diffraction obtenue par diffraction d'électrons rétrodiffusés depuis nommée lignes de Kikuchi.

## Biographie
Seishi Kikuchi est né à Tokyo d'une famille influente. Plus jeune des quatre enfants du baron Kikuchi Dairoku et de son épouse Tatsu, il suit les traces de son père et de son frère aîné Taiji en poursuivant des études de physique. Taiji Kikuchi meurt en 1921 à Cambridge alors qu'il étudiait au laboratoire Cavendish, probablement d'un empoisonnement accidentel aux radiations. Seishi Kikuchi sort diplômé en 1926 de l'université impériale de Tokyo.
En 1928, Kikuchi et Shōji Nishikawa observent la figure de diffraction obtenue par diffraction d'électrons rétrodiffusés sur une face de calcite clivée, et en donnent une explication théorique. En 1929, il part étudier en Allemagne, où il travaille notamment avec l'équipe de Heisenberg à Leipzig. Il retourne au Japon pour épouser Taeko Kawada en 1931. En 1934, il est nommé professeur à l'université impériale d'Osaka et supervise la construction du premier accélérateur de particules de type Cockcroft-Walton du Japon.
La seconde guerre mondiale bouleverse le paysage de la recherche sur le nucléaire au Japon. Pour aider à relancer les laboratoires nationaux, Kikuchi séjourne deux ans aux États-Unis, entre 1950 et 1952, avant de retourner au Japon. En 1955, il devient le premier directeur de l'Institut d'études nucléaires de l'université de Tokyo (qui est fusionné avec d'autres institutions pour devenir en 1997 le KEK). Il y dirige notamment la construction d'un cyclotron à énergie variable,. Entre 1959 et 1964, il préside l'Institut de recherche japonais sur l'énergie atomique (JAERI), puis de 1966 à 1970 il est président de l'université des sciences de Tokyo.
Seishi Kikuchi meurt le 2 novembre 1974 à l'âge de 72 ans.

## Distinctions
Seishi Kikuchi reçoit l'Ordre de la Culture en 1951 et il est nommé personne de mérite culturel en 1952. 